# Sofi Jeannin
Sofi Jeannin, född 6 september 1976 i Stockholm, är en svensk dirigent och sångerska (mezzosopran). Sedan 2018 är hon huvuddirigent för den brittiska kammarkören BBC Singers, och sedan 2024 även för Ars Nova i Köpenhamn.
Jeannin föddes i Stockholm som dotter till en svensk mor och en fransk far, men växte upp i Lindesberg efter att hennes föräldrar skilt sig när hon var åtta år gammal. Under uppväxten studerade hon piano och sång, och utbildade sig sedermera vid musikkonservatoriet i Nice, för att sedan avlägga magisterexamen i musikvetenskap vid Kungliga Musikhögskolan i Stockholm. Hon studerade även till dirigent vid Royal College of Music i London.

## Utmärkelser
- Riddare av Arts et Lettres-orden,  2009
- Riddare av Akademiska palmen,  2018
- Riddare av Nationalförtjänstorden,  2020[2]

[Redigera Wikidata]